# Neria nigricornis
Neria nigricornis är en tvåvingeart som först beskrevs av Zetterstedt 1838.  Neria nigricornis ingår i släktet Neria, och familjen skridflugor. Arten är reproducerande i Sverige.